# Bartolomé Salvá-Vidal
Bartolomé Salvá-Vidal, né le 20 novembre 1986 à Majorque, est un joueur de tennis espagnol.
S'il n'a jamais participé à un tournoi du Grand Chelem, Salvá-Vidal a quand même atteint deux finales en double sur le circuit ATP en 2007, aux côtés de Rafael Nadal. Cela lui permet d'atteindre le 133e rang mondial en double fin 2007.
Ami d'enfance de Rafael Nadal, il est également parfois son partenaire d'entraînement.

## Palmarès

### Finales en double messieurs
| No | Date       | Nom et lieu du tournoi | Catégorie   | Dotation  | Surface      | Vainqueurs                   | Partenaire   | Score      |          |
| -- | ---------- | ---------------------- | ----------- | --------- | ------------ | ---------------------------- | ------------ | ---------- | -------- |
| 1  | 01-01-2007 | Chennai Open Chennai   | Int' Series | 391 000 $ | Dur (ext.)   | Xavier Malisse Dick Norman   | Rafael Nadal | 7-64, 7-64 | Parcours |
| 2  | 23-04-2007 | Open Seat Barcelone    | Series Gold | 900 000 $ | Terre (ext.) | Andrei Pavel Alexander Waske | Rafael Nadal | 6-3, 7-61  | Parcours |